# Romulus en Remus

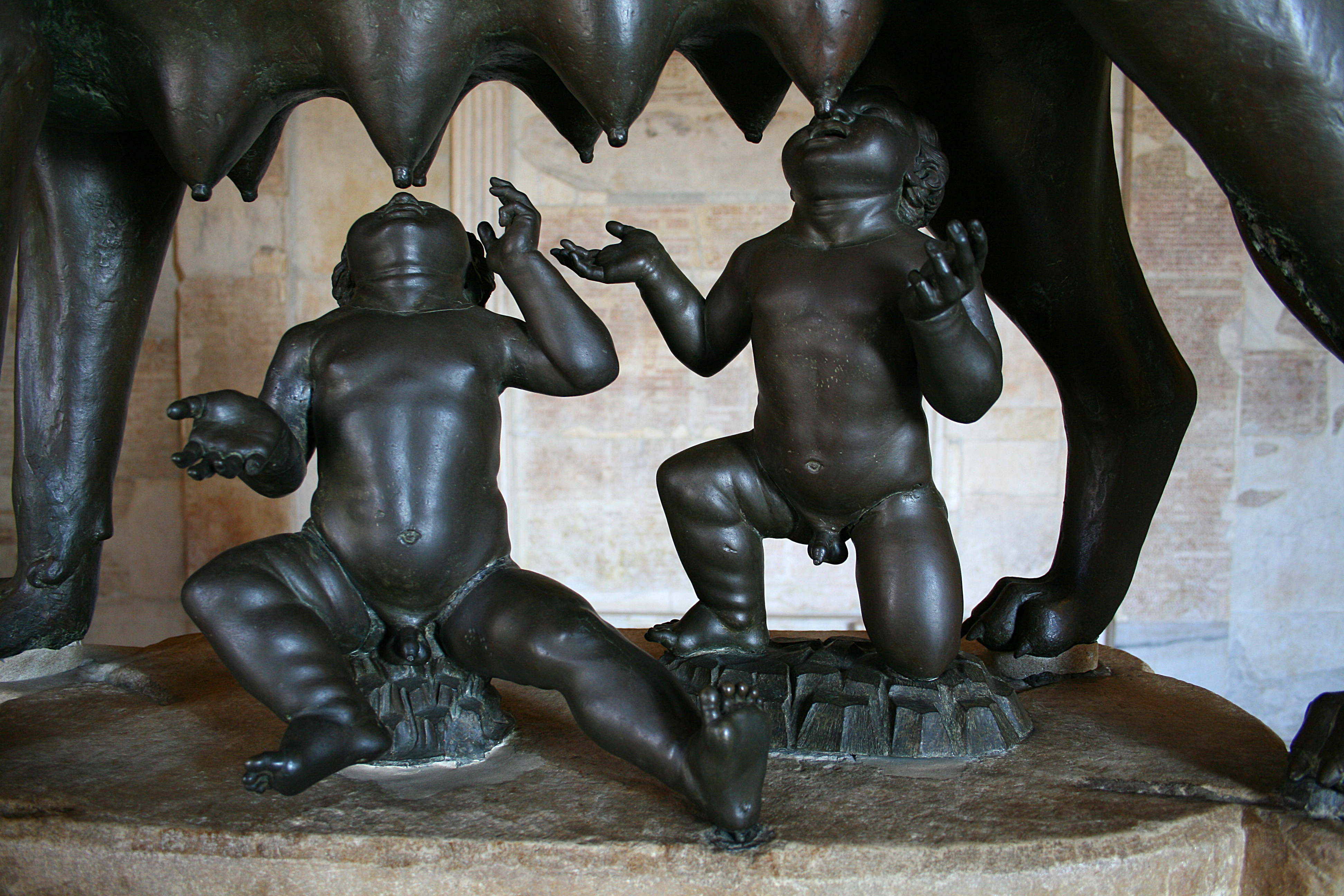
Romulus en Remus worden gezoogd door de wolvin, de Lupa Capitolina. Deze jongetjes zijn een vijftiende-eeuwse toevoeging door Antonio del Pollaiuolo.

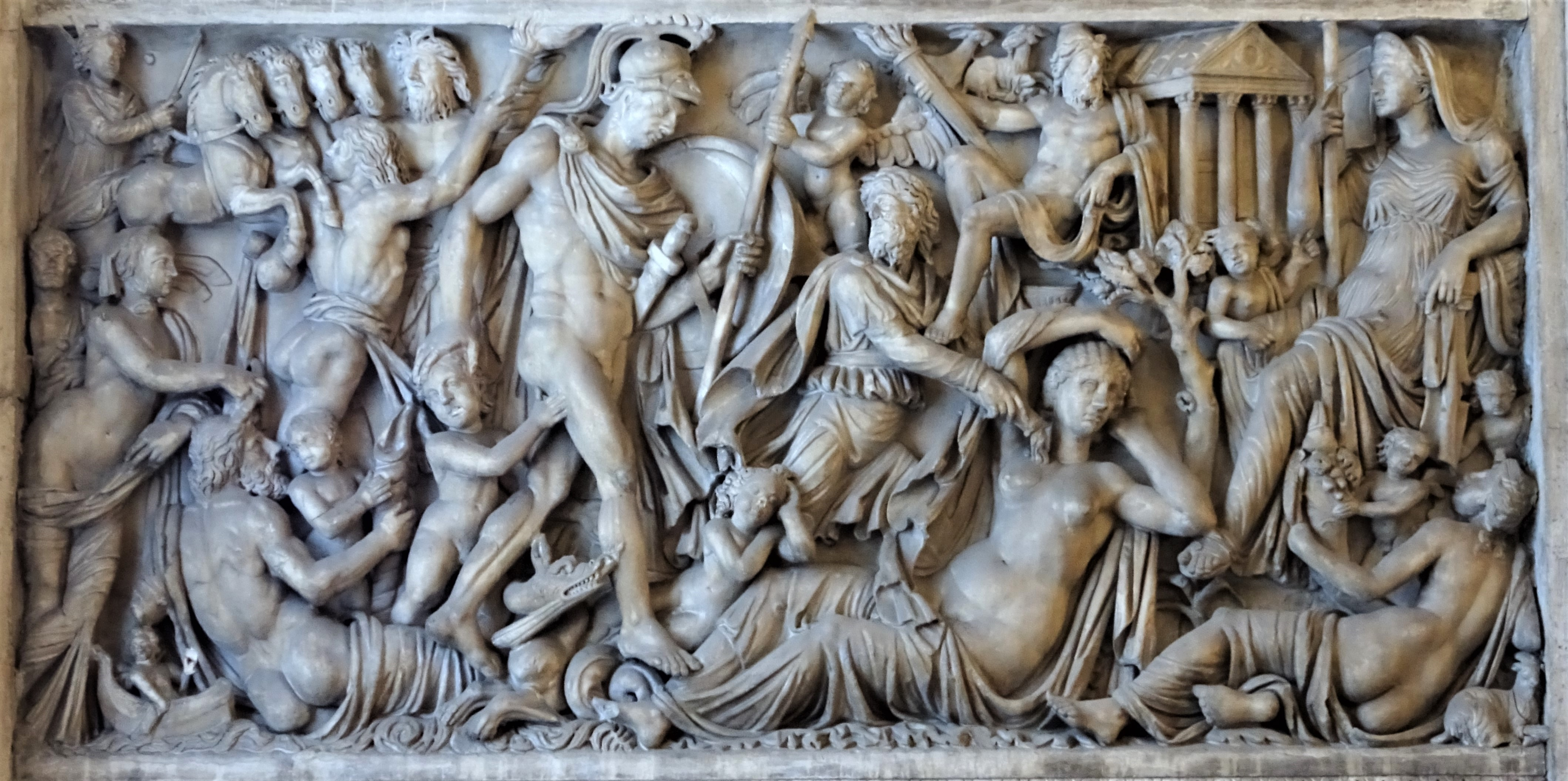
Mars richt zich tot Rhea Silvia. Voorzijde van een sarcofaag uit de 3e eeuw.

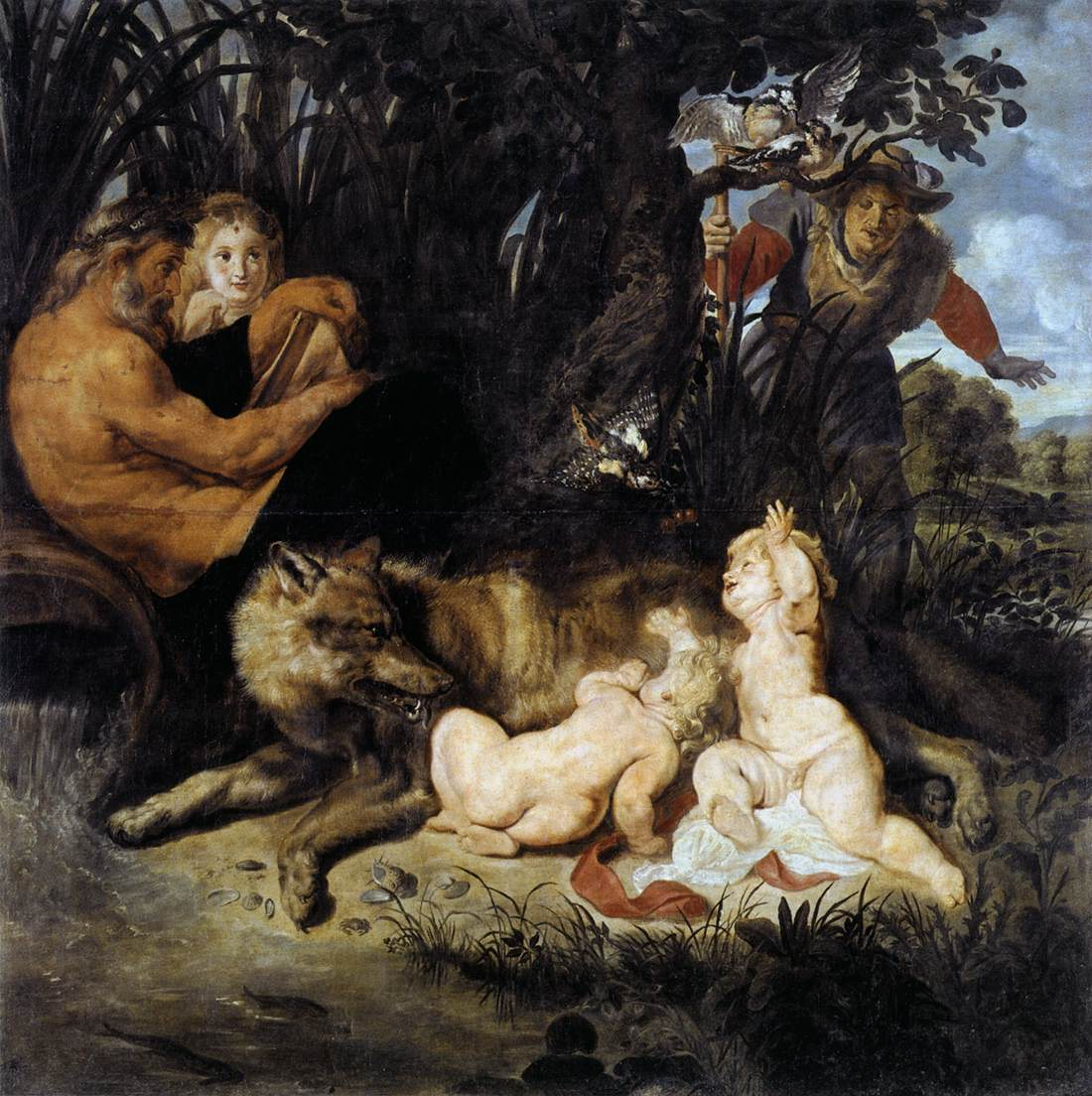
Romulus en Remus, Peter Paul Rubens

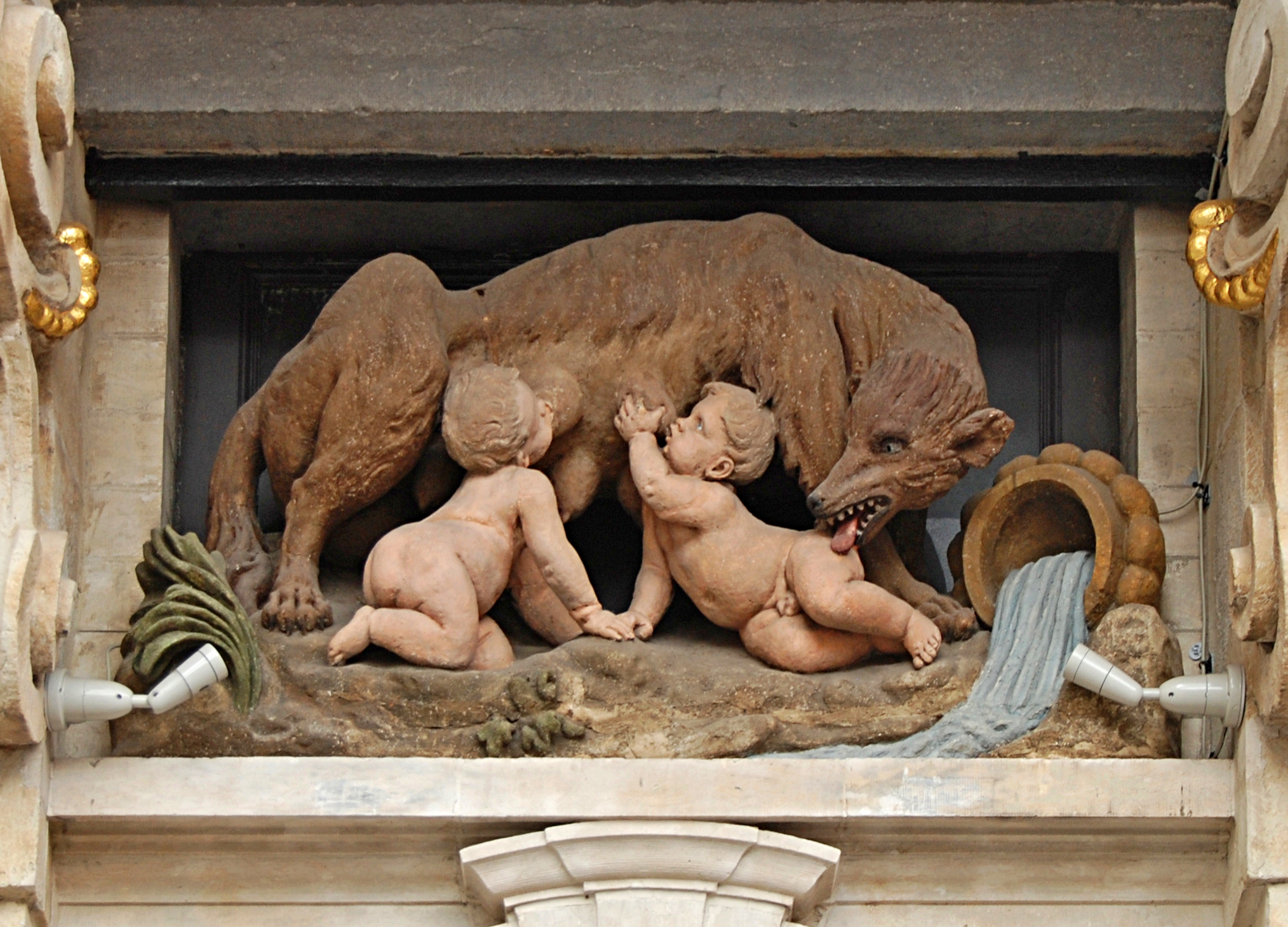
Romulus en Remus op het Huis De Wolf op de Grote Markt van Brussel.

Romulus en Remus zijn in de Romeinse mythologie de tweelingzonen van Mars en Rhea Silvia (ook Ilia genoemd) en stichters van Rome. De stichting wordt in de legende gedateerd op 21 april 753 v.Chr.
Het verhaal over de stichting van Rome werd voor het eerst opgetekend in de 1e eeuw voor Christus door Vergilius in zijn epos Aeneis. Romulus en Remus zouden de nakomelingen zijn van de Trojaan Aeneas. Aeneas ontsnapte met zijn vader Anchises en zijn zoon Ascanius uit het brandende Troje en belandde na veel omzwervingen aan de rivier de Tiber in Italië.
Een van zijn nakomelingen, de priesteres en Vestaalse maagd Rhea Silvia, was zwanger van de oorlogsgod Mars (Titus Livius zegt in zijn Geschiedenis van Rome dat zij verkracht werd en dat ze Mars als vader aanduidde omdat het eerbaarder was om een god als verwekker te noemen). Nadat zij was opgesloten, werden Romulus en Remus in een voederbak in de Tiber geworpen, waarna ze werden gevonden en gezoogd door een wolvin, de Lupa Capitolina.
Volgens de legende vermoordde Romulus zijn tweelingbroer Remus na een ruzie over de vraag wie van beiden over de nieuw gestichte stad zou gaan heersen en er zijn naam aan mocht geven. Aldus werd Romulus de eerste koning van Rome. Hij zou de naamgever zijn van de stad Rome die werd gebouwd op de Mons Palatinus.
Alhoewel het verhaal zelf als een mythe wordt beschouwd, lijkt het erop dat het jaar 753 v.Chr. een vrij goede schatting is voor het ontstaan van de polis Rome. Er was al eerder bewoning, maar rond 750 v.Chr. begon de bevolking zich pas echt te organiseren als gemeenschap.

## Sage

### Verwekking en de geboorte van Romulus en Remus
Ascanius, de zoon van Aeneas, had de stad Alba Longa gesticht. Zijn nazaten werden daar koning. Een van die afstammelingen was koning Proca, die twee zonen had, Numitor en Amulius. Toen koning Proca zijn einde voelde naderen, riep hij zijn zonen bij zich en gaf aan de één zijn geld en aan de ander zijn kroon. Numitor werd koning, maar zonder het geld was de regering natuurlijk niets waard. Dus duurde het niet lang of Amulius stootte zijn broer Numitor van de troon.
Omdat Amulius vernomen had dat hij van de troon gestoten zou worden door de kleinzonen van zijn broer, beval hij zijn nicht Rhea Silvia, de enige dochter van Numitor, om een Vestaalse maagd te worden en aldus haar kuisheid te bewaren. Hij had echter buiten de god Mars gerekend, die Rhea Silvia overmeesterde en bij haar een tweeling verwekte: Romulus en Remus. Rhea Silvia werd hierop volgens sommigen levend begraven, zoals het gebruik in Rome nog altijd als straf voorschreef voor onkuise Vestalinnen. Volgens anderen werd ze gevangengezet maar na de dood van Amulius bevrijd. Ook is het mogelijk dat ze in de Tiber geworpen werd en de stroomgod haar als echtgenote nam.
Toen Amulius dit vernam, beval hij twee dienaren om de tweeling te verdrinken in de Tiber. De dienaren konden dit echter niet over hun hart verkrijgen en legden de tweeling in een mandje in de rivier. Toevallig was de Tiber net buiten haar oevers getreden. De jongens bleven, toen de rivier zich terugtrok naar haar bedding, achter op het droge land onder een vijgenboom. Daar werden ze gezoogd door een wolvin, zodat de jongens konden overleven (het Latijnse woord voor wolvin, lupa, kan echter ook prostituee betekenen; vandaar dat er ook wel gesuggereerd wordt dat de jongens helemaal niet door een wolvin zijn opgevoed maar gewoon door een vrouw). Uiteindelijk werden de jongens gevonden door de herder Faustulus, die hen met zijn echtgenote Acca Larentia opvoedde samen met hun eigen kroost.
Toen een van Acca Larentia's zonen overleden was, trad Romulus in diens plaats op en alle twaalf offerden zij eenmaal in het jaar voor het gedijen der veldvruchten. Dit zou het ontstaan van de fratres Arvales verklaren.
De jongens groeiden op en hielpen bij het beschermen van de kuddes. Toen ze van hun adoptievader vernamen wat hun afkomst was, trokken ze op naar Alba Longa om hun grootvader te wreken. Ze onttroonden hun oudoom Amulius en herstelden hun grootvader Numitor op de troon. Vervolgens besloten de jongens op hun beurt een eigen stad te stichten.

### Stichting van Rome en de dood van Remus
De beide jongemannen besloten een stad te stichten op de plaats waar ze waren gevonden. Deze plek leek ideaal gelegen te zijn, want er was daar een eiland in de Tiber, waardoor deze rivier (die toen nog niet overspannen werd door bruggen) kon worden overgestoken. Toen stonden de broers voor het dilemma wie van hen over de nieuwe stad moest heersen. Romulus beklom de Palatijn en Remus de Aventijn. Remus zag daar zes gieren. Romulus nam enige tijd later twaalf gieren waar. Hierop kregen de broers een dodelijke ruzie.
De eerste versie vertelt dat beide broers een eigen achterban hadden die hun kandidaat uitriepen tot koning en vervolgens slaags raakten. In deze gevechten zou Remus dodelijk zijn getroffen. Een andere, bekendere versie, is dat Romulus met een groep volgelingen de grenzen van zijn nieuwe stad getrokken had (die het Pomerium zouden afbakenen). Romulus begon een stadsmuur te bouwen, maar steeds als een kant klaar was en hij aan de andere kant begonnen was, stortte de net gebouwde kant in. Remus lachte zijn broer uit en bespotte hem door over de kleine stadsmuur te springen. Romulus werd daarom zo boos dat hij een zwaard nam en Remus doodstak. Hiermee gaf hij ook een sterk signaal af dat wie zijn stad binnendringt, zal worden vermoord.

## Trivia
In november 2007 ontdekten wetenschappers het Lupercal, een grot onder het Palatijn in Rome waar eeuwen naar is gezocht. Volgens de toenmalige Italiaanse minister van cultuur Francesco Rutelli is dit de grot waarvan de Romeinen geloofden dat Romulus en Remus er door de wolvin zijn gevoed.

## Antieke bronnen
- Quintus Ennius
- Titus Livius

## Voetnoten
1. ↑  De grot van Romulus en Remulus gevonden?